# 兴华路街道 (青岛市)
兴华路街道，是中国山东省青岛市李沧区下辖的一个街道。

## 行政区划
兴华路街道下辖东昌社区、东小庄社区、小枣园社区、坊子街社区、营子社区、兴国路社区、永平路社区、邢台路社区、胶二家委会六分会、华泰社区和兴华路社区。